# ダニエル・パウター (アルバム)
『ダニエル・パウター』（Daniel Powter）は、カナダのシンガーソングライター、ダニエル・パウターのデビューアルバムである。
アメリカでは、2006年4月11日にリリース。このアルバムからの1stシングル「バッド・デイ〜ついてない日の応援歌」がビルボードHOT100で5週間1位を記録した。また、ヨーロッパ各国でもトップヒットやスマッシュヒットとなる。
日本では、2006年3月8日にリリース。初登場は242位であったが、こちらも「バッド・デイ〜ついてない日の応援歌」がFM802などのFM局でパワープレイ(ヘヴィー・ローテーション)され、最高位4位を記録。12週連続でTOP10にランクした。さらにサマーソニックのために来日、テレビ番組出演などの効果で、8月中旬から再びTOP10に返り咲く。
2006年11月8日、新曲1曲を新たに収録したニューエディションと、ライブ映像とPVがついたスペシャルエディションが発売された。
アルバムのセールスは、2006年年間総合チャート18位。洋楽チャートではオムニバス・アルバム『ビューティフル・ソングス～ココロ デ キク ウタ～』に次ぐ2位。ただし、「ビューティフル・ソングス」にも「バッド・デイ～ついていない日の応援歌」が収録されているため、実質ダニエル・パウター関連のアルバムが1位、2位を独占したといえる。

## 収録曲

### 通常盤
1. ソング6 - Song 6(3分30秒)
2. フリー・ループ - Free Loop(3分48秒)
3. バッド・デイ〜ついてない日の応援歌 - Bad Day(3分54秒)
4. サスペクト - SUSPECT(3分53秒)
5. ライ・トゥ・ミー - Lie To Me(3分23秒)
6. ジミー・ゲッツ・ハイ - Jimmy Gets High(3分40秒)
7. スタイロフォーム - STYROFOAM(3分34秒)
8. ハリウッド - Hollywood(3分34秒)
9. ロスト・オン・ザ・ストゥープ - Lost On The Stoop(4分09秒)
10. ギヴ・ミー・ライフ - Give Me Life(3分35秒)
11. ストゥーピッド・ライク・ディス Stupid Like This(日本版Bonus Track) (3分20秒)

- ALL SONGS WRITTEN BY DANIEL POWTER

- VACAL&KEYBOARDS: DANIEL POWTER
- DRUMS: Matt Chamberlain、Brendan Ostrander、Pete Thomas
- PROGRAMMING: Jeff Dawson
- BASS: Davey Faragher、Darren Parris
- GUITARS: Val McCallum、Jeff Dawson
- ADDITIONAL KEYBOARDS: Mitchell Froom

### NEW EDITION
1. ラヴ・ユー・レイトリー〜初めてのラヴ・ソング - Love You Lately(3分01秒)
2. ソング6 - Song 6(3分30秒)
3. フリー・ループ - Free Loop(3分48秒)
4. バッド・デイ～ついてない日の応援歌 - Bad Day(3分54秒)
5. サスペクト - SUSPECT(3分53秒)
6. ライ・トゥ・ミー - Lie To Me(3分23秒)
7. ジミー・ゲッツ・ハイ - Jimmy Gets High(3分40秒)
8. スタイロフォーム - STYROFOAM(3分34秒)
9. ハリウッド - Hollywood(3分34秒)
10. ロスト・オン・ザ・ストゥープ - Lost On The Stoop(4分09秒)
11. ギヴ・ミー・ライフ - Give Me Life(3分35秒)
12. ストゥーピッド・ライク・ディス Stupid Like This(日本版Bonus Track) (3分20秒)

### シングル楽曲紹介
- バッド・デイ〜ついてない日の応援歌
  - 1stシングル。人気テレビ番組『アメリカン・アイドル』の第5シーズンで使用され、話題を集める。最初からポジティブな歌詞にするつもりで作られたもので、邦題の通り背中を押してくれる作品になっている。2006年7月から放送されたドラマ『レガッタ〜君といた永遠〜』の挿入歌として起用、この曲でテレビ朝日系のミュージックステーションへの出演も果たした。2006 FIFAワールドカップで日本代表がオーストラリア代表に敗れた後にラジオでのオンエアが多くなったというエピソードがある。
  - 2006年ビルボードHOT100 年間チャート1位。(Billboard 2006 Year In Music)
  - FM802・OSAKAN HOT 100 2006年度年間チャート1位。(FM802)
  - J-WAVE・TOKIO HOT 100 2006年度年間チャート1位。(J-WAVE)
  - ZIP-FM・ZIP HOT 100 2006年度年間チャート1位。
- Free Loop
  - イギリスでの2ndシングル。
- Jimmy Gets High
  - イギリスでの3rdシングル。日本ではダウンロード限定発売。薬物に走っている人間（ダニエル本人とも言われている）を描いたと受け取れるダークな作品で、ロックンロール・ビジネスへの皮肉をこめている。
- Lie To Me
  - イギリスでの4thシングル。
- Love You Lately
  - 新たに追加された新曲。アルバムで唯一のストレートなラブソングで、日本でのライブでも既に披露されている。ファルセットを使わず、ハスキーな地声で歌われる。